# Televisione nei Paesi Bassi
La televisione nei Paesi Bassi fu introdotta nel 1951.

## Storia
Nel mercato televisivo olandese vi sono molte televisioni private, come RTL Nederland, mentre i canali pubblici nazionali sono tre (Nederland 1, Nederland 2, Nederland 3) e quelli pubblici locali sono tredici. Il sistema di diffusione delle trasmissioni dei Paesi Bassi risale agli anni Venti. I programmi sono forniti da otto associazioni preposte alla diffusione, ciascuna delle quali propone un punto di vista religioso, ideologico o culturale specifico. La Fondazione per i programmi olandesi (Nederlandse Programma Stichting - NPS) non conta alcun membro e ha per legge il compito di integrare i programmi delle altre associazioni preposte alla diffusione. Tale integrazione riguarda soprattutto la programmazione culturale e le trasmissioni dirette alle minoranze etniche. Vi sono infine altre quattro organizzazioni autorizzate a trasmettere programmi in determinate fasce orarie: le chiese e le organizzazioni religiose, le associazioni addette alla diffusione di programmi educativi, i partiti politici e gli enti pubblici (Postbus 51). L'Ente Olandese per le Trasmissioni (Nederlandse Omroep Stichting - NOS) è l'organizzazione madre delle emittenti pubbliche. I suoi compiti principali consistono nel coordinamento e nella direzione della programmazione e nella tutela degli interessi comuni delle emittenti pubbliche. L'NOS produce inoltre una parte considerevole delle infrastrutture per la produzione di programmi di notizie e di informazione e di programmi sportivi. Il sistema delle trasmissioni pubbliche è finanziato da un contributo indicizzato per le emittenti del regno (ricavato dai proventi fiscali) e dalle entrate degli spot pubblicitari, prodotti dalla Fondazione per la pubblicità radiofonica e televisiva (Stichting Ether Reclame - STER). Gli spot vengono diffusi tra un programma e l'altro mentre sui canali pubblici è vietata la pubblicità nel corso dei programmi stessi.
I Paesi Bassi hanno tre canali nazionali e cinque stazioni radio. La TV commerciale risale al 1992. In pratica tutte le case olandesi sono collegate alla TV via cavo, che propone numerosi programmi di TV commerciale e pubblica sia olandese sia straniera. Radio Nederland Wereldomroep (RNW) è una stazione indipendente che trasmette programmi radio e TV in tutto il mondo per gli olandesi che vivono all'estero e per gli stranieri che hanno un interesse per i Paesi Bassi e la cultura olandese. I programmi radio, che presentano informazioni e attualità, notizie sportive e previsioni del tempo, vengono diffusi in sette lingue in onde corte, medie, su lunghezze locali FM e via satellite. La RNW, con il nome di BVN/TV, produce programmi televisivi in lingua olandese. La BVN/TV - una collaborazione tra la Radiotelevisione Pubblica Olandese (NPO), la RNW e l'Emittente radiotelevisiva fiamminga (Vlaamse Radio- en Televisieomroep - VRT) - trasmette anche un'ampia gamma di programmi televisivi in lingua olandese tra cui programmi di notizie e di informazione, film per la TV e programmi di intrattenimento. La programmazione consiste in un insieme di programmi provenienti dall'offerta televisiva delle emittenti olandesi, fiamminghe e regionali.
Nei Paesi Bassi lo switch-off è stato fatto nel 2006, anche se ancora oggi il 90% delle famiglie olandesi preferisce la televisione analogica via cavo. Grazie alla televisione via cavo, nei Paesi Bassi si possono ricevere anche canali stranieri.

## Canali televisivi pubblici
| Canale | Slogan         | Descrizione |
| ------ | -------------- | --- |
| NPO 1  | "Samen op 1"   | In questo canale vengono trasmessi i più popolari programmi della televisione pubblica nazionale. Oltre al telegiornale, in questa rete vengono trasmessi anche notiziari sportivi. |
| NPO 2  | "Altijd bij 2" | Questa rete è dedicata alle notizie, ai programmi di attualità, ai documentari e ai programmi culturali.                                                                            |
| NPO 3  | "Zie je op 3"  | Questa rete è dedicata dalle 06:30 alle 19:00 ai bambini, dalle 19:00 in poi a adolescenti e giovani adulti.                                                                        |

Oltre a questi tre canali, di pubblici vi sono anche alcune televisioni locali.

## Canali televisivi commerciali

### RTL Nederland
| Canale | Descrizione | Programmi più popolari                                          |
| ------ | --- | --------------------------------------------------------------- |
| RTL 4  | RTL 4 è il più seguito canale commerciale nei Paesi Bassi. Soap, dramma, commedia e reality sono alcuni generi di programmi che spesso vengono trasmessi da questo canale. | RTL Boulevard, RTL Nieuws, Goede tijden, slechte tijden, CSI    |
| RTL 5  | RTL 5 è rivolto a studenti e giovani adulti. Invia un sacco di film e serie provenienti dall'estero e non ci sono molti programmi di intrattenimento.                      | Expeditie Robinson, Echte meisjes in de jungle, Wie is de Chef? |
| RTL 7  | RTL 7 è dedicato al pubblico maschile. | Voetbal International, AutoXperience, Business Class            |
| RTL 8  | RTL 8 è dedicato al pubblico femminile. | Gooische Vrouwen, Het roer om                                   |

### Samona Media - Talpa Media
| Canale   | Descrizione | Programmi più popolari                                                         |
| -------- | --- | ------------------------------------------------------------------------------ |
| SBS 6    | SBS 6 è un canale dedicato a tutta la famiglia. Invia molti di programmi di intrattenimento, film e serie tv.                                                       | Hart van Nederland, Mijn man kan alles, Peter R. de Vries, misdaadverslaggever |
| NET 5    | NET 5 si concentra sui giovani. | De Co-assistent, Verborgen Gebreken, Het Blok                                  |
| Veronica | Veronica si concentra su giovani spettatori. Invia un sacco di spettacoli e film e un sacco di reality show. Dalle 06:00 alle 18:00 è in syndication con Disney XD. | Top Gear, De Grote Beurt, Waar is de Mol?                                      |

## Televisione via cavo
Nei Paesi Bassi la tv via cavo è usata dal 90% degli utenti. Grazie alla televisione via cavo, nei Paesi Bassi, si possono ricevere molti canali esteri come:
- Één e Canvas (Belgio Fiammingo)
- BBC One e BBC Two (Regno Unito)
- Das Erste, ZDF e WDR (Germania)
- TF1 e France 2 (Francia)
- Rai 1 (Italia)
- TVE (Spagna)